# Juan de Litomyšl
Juan de Litomyšl (también llamado Juan I, en checo Jan I. z Litomyšle, † 1353) fue el primer obispo de Litomyšl.

## Biografía

### Abad en Louka
Juan fue un monje, canónigo norbertino cuya primera noticia se tiene en 1328, cuando procedente de la abadía de Želiv pasó a la abadía de Louka, en Znojmo (Moravia), donde llegó a ser elegido abad.
Después de la creación del Obispado de Litomyšl en 1344, se convirtió en su primer obispo. Su ordenación episcopal se celebró el 21 de noviembre de 1344, en Praga, consagrado por el arzobispo Ernesto de Pardubice.

### Obispo de Litomyšl
Su mandato se vio afectado por los conflictos no resueltos sobre la propiedad de los bienes del nuevo obispado, resultado de la disolución parcial del monasterio premonstratense de Litomyšl, cuya iglesia abacial se convirtió en la catedral-sede del obispo y sus canónigos norbertinos formaron el capítulo catedralicio del nuevo obispado. La catedral estaba construida sobre el solar ahora ocupado por el castillo de Litomyšl. 
En nombre del Papa Clemente VI, en 1347 intervino el obispo de Breslavia, Precislao de Pogorcela, para clarificar la estructura de la propiedad y las relaciones jurídicas entre el cabildo y el obispo y logró su acuerdo. En el mismo año, el emperador Carlos IV confirmó para la diócesis la libre disposición de los bienes del obispo. 
Por otra parte, las disputas territoriales con las diócesis de Praga y Olomouc, que tuvieron que ceder a la nueva diócesis de Litomysl las parroquias que la formaron, se extendieron hasta 1350. Entre 1349 y 1350, el primer arzobispo de Praga Ernesto de Pardubice organizó el obispado de Litomyšl dividiéndolo en los archidiaconados de Chrudim, Vysoké Mýto, Polička y Lanškroun.
Como señor territorial, bajo el mandato de Juan I se inició en la ciudad de Litomyšl la construcción de murallas de defensa, que también fueron planificadas para las ciudades episcopales de Ústí nad Orlicí y Lanškroun. Juan murió en la primera mitad del año 1353 y fue enterrado en la catedral de su diócesis.